# الرياينة بالكتكاتة
قرية الرياينة بالكتكاتة هي إحدى القرى التابعة لمركز ساقلتة بمحافظة سوهاج في جمهورية مصر العربية. حسب إحصاءات سنة 2006، بلغ إجمالي السكان في الرياينة بالكتكاتة 7025 نسمة، منهم 3647 رجل و3378 امرأة.